# Dicranomyia penita
Dicranomyia penita là một loài ruồi trong họ Limoniidae. Chúng phân bố ở miền Cổ bắc.